# Skogsuddeslingan
Skogsuddeslingan, česky lze přeložit jako Lesní smyčka, je okružní naučná stezka v přírodní rezervaci Ottenby nedaleko vesnice Ottenby na jihu ostrova Öland v okrese Mörbylånga v kraji Kalmar v jižním Švédsku.

## Další informace
Nenáročná stezka je dlouhá 1,5 km, začíná a končí na parkovišti a vede lesem, mokřadem a loukou. Les Ottenby lund je nejkrásnějším lesem Ottenby a největším souvislý listnatý les na jižním Ölandu. Dominantními stromy jsou břízy a duby. Populární je také louka Kyrkängen s cenným přírodním společenstvem. Na trase stezky se nachází rozhledna s vyhlídkou na Baltské moře a maják Långe Jan, která je také vhodným místem pro piknik. Šestnáct informačních tabulí se zaměřuje především na cennou přírodu přírodní rezervace Ottenby.

## Galerie

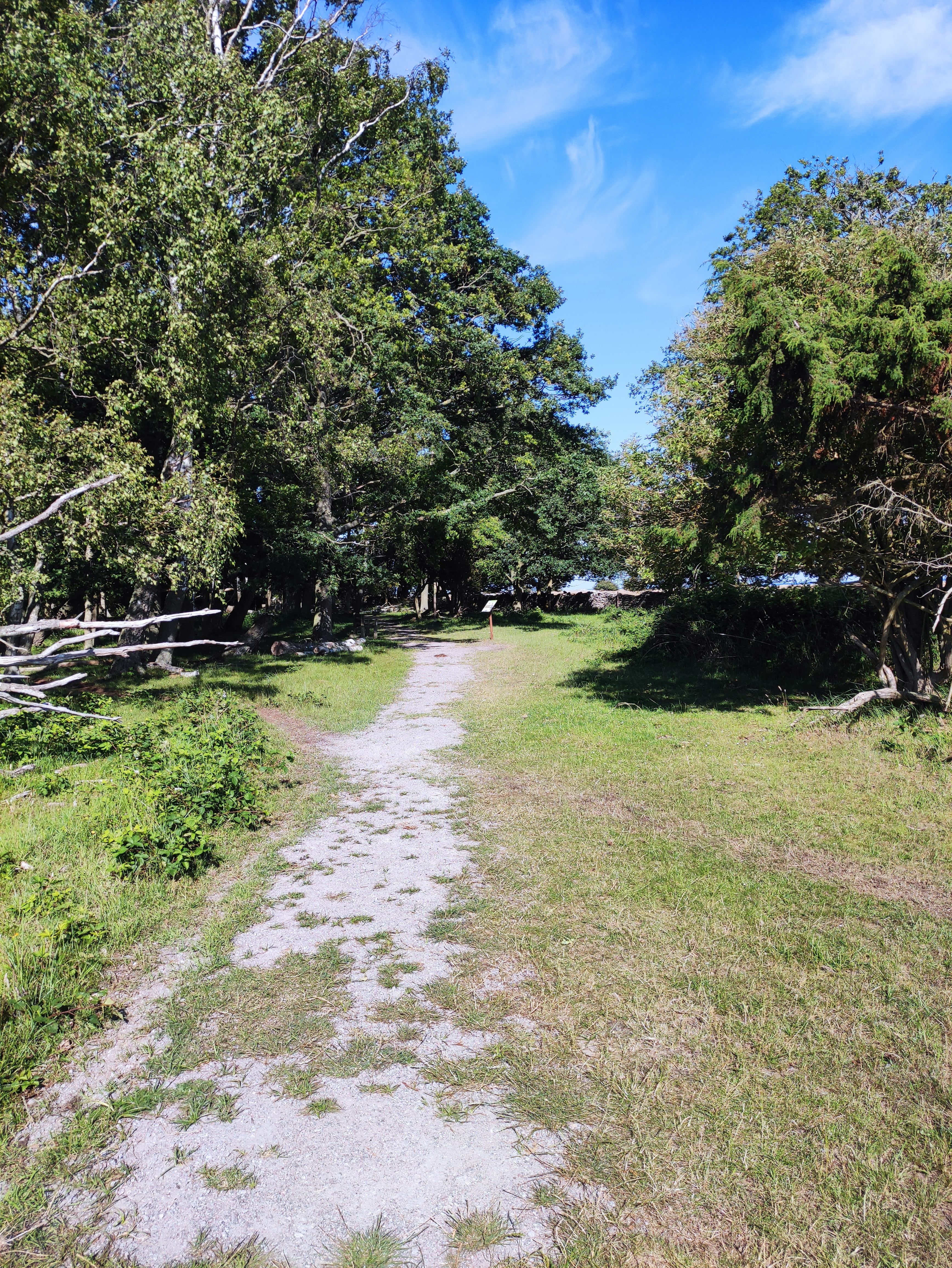
Lesní/polní stezka
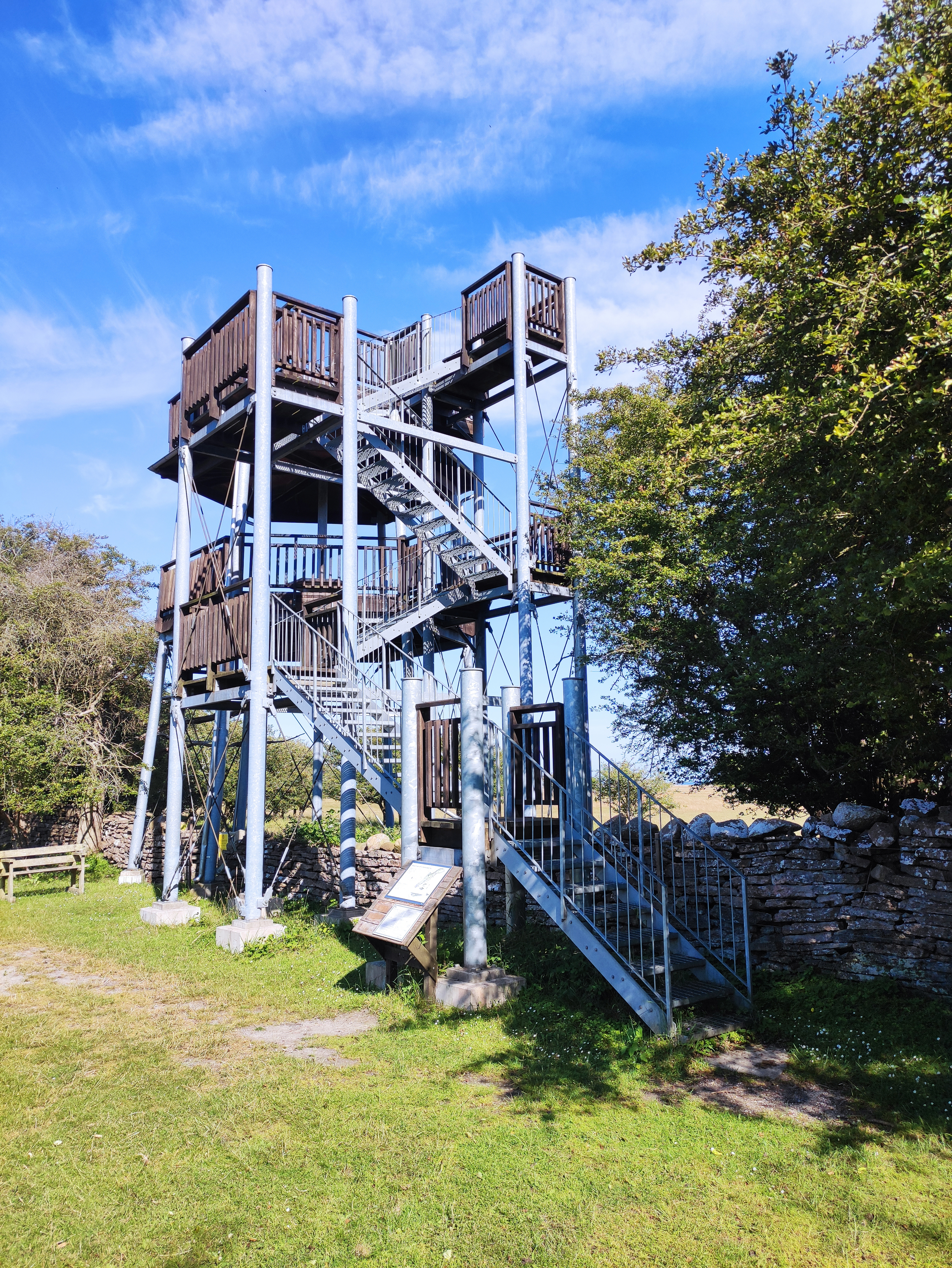
Rozhledna
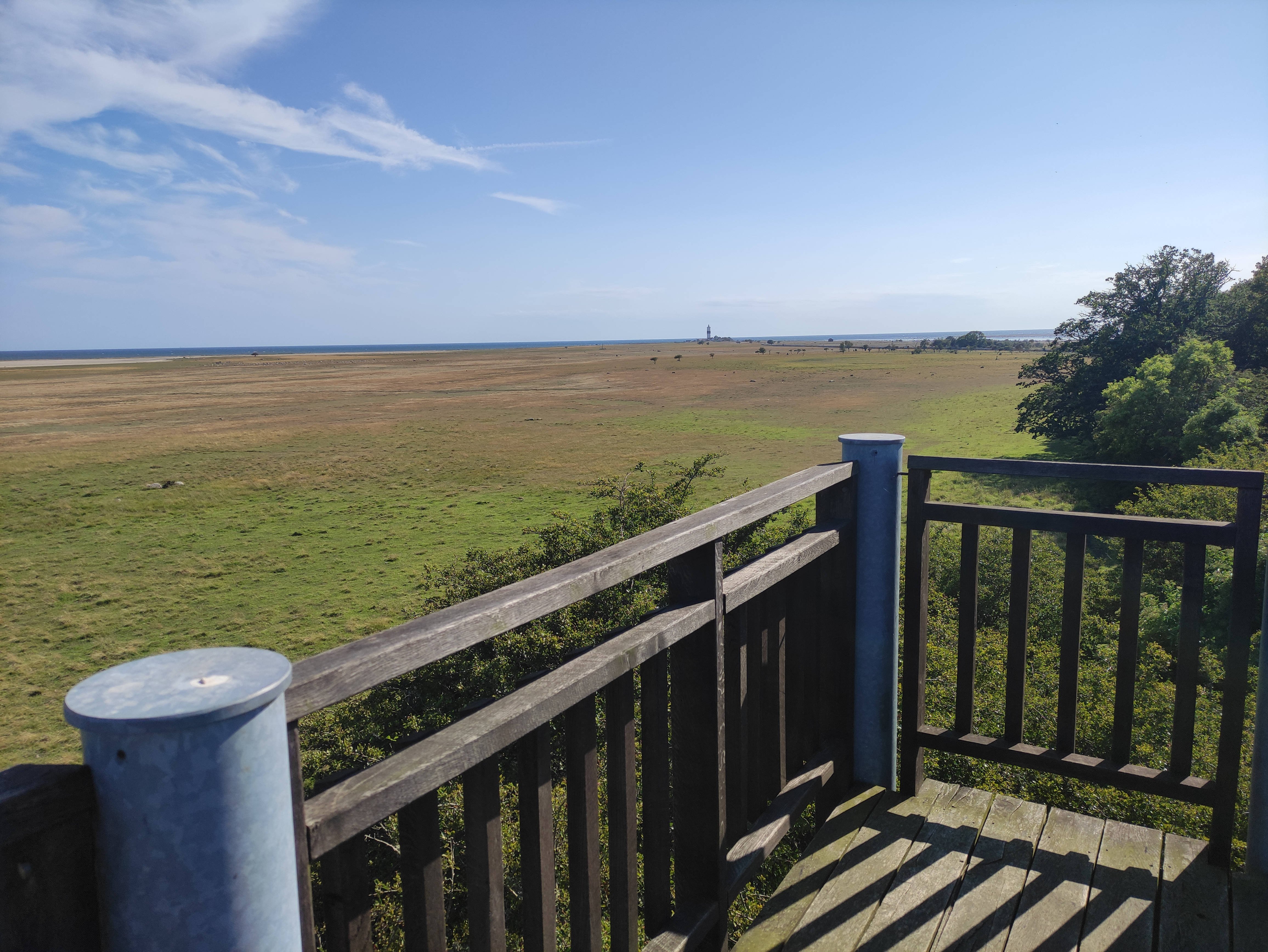
Výhled z rozhledny